# Ermida do Corpo Santo (Santa Cruz da Graciosa)

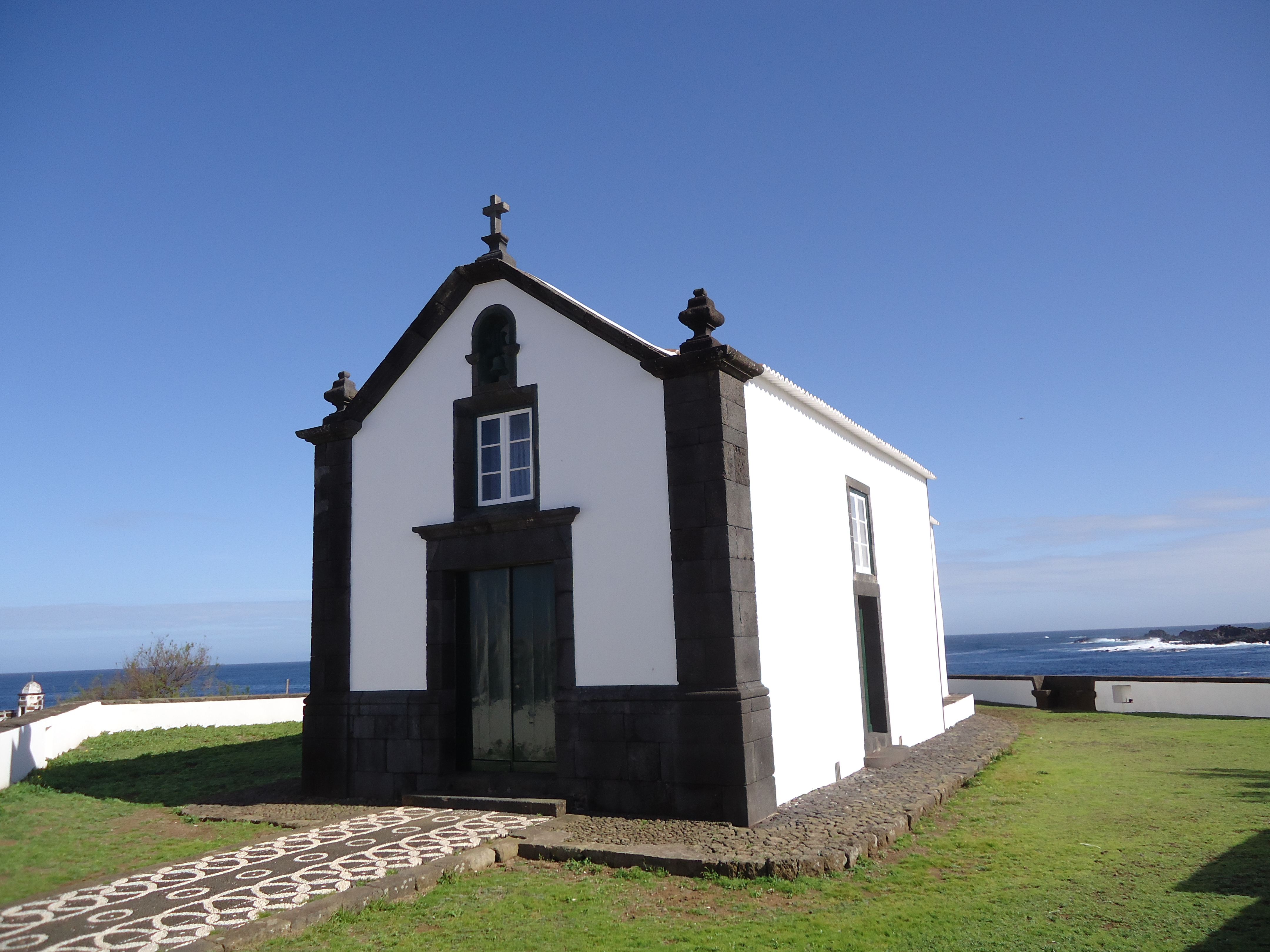
Ermida do Corpo Santo, Santa Cruz da Graciosa.

A Ermida do Corpo Santo, também referida como Ermida da Boa Nova, localiza-se na cidade e concelho de Santa Cruz da Graciosa, na ilha Graciosa, na Região Autónoma dos Açores.

## História
Esta ermida foi erguida por devoção dos marítimos em data que recua ao século XVI.
No pavimento de seixos, diante da porta de entrada, lê-se a data "1878".

## Características
Exemplar de arquitetura religiosa.
Apresenta planta retangular com as dimensões de 14,90 metros de comprimento por 6,05 metros de largura, tendo a capela 4,72 metros de largura.
No seu interior destaca-se um crucifixo de apreciáveis dimensões, oriundo do Convento Franciscano de Santa Cruz da Graciosa, do qual subsiste apenas a Torre da Igreja de Nossa Senhora dos Anjos.